# Крвавиця (Башка-Вода)
Крвавиця (хорв. Krvavica) — населений пункт у Хорватії, у Сплітсько-Далматинській жупанії у складі громади Башка-Вода.

## Населення
Населення за даними перепису 2011 року становило 314 осіб.
Динаміка чисельності населення поселення:

## Клімат
Середня річна температура становить 14,14 °C, середня максимальна – 26,62 °C, а середня мінімальна – 1,38 °C. Середня річна кількість опадів – 857 мм.
| Клімат поселення                              | Клімат поселення | Клімат поселення | Клімат поселення | Клімат поселення | Клімат поселення | Клімат поселення | Клімат поселення | Клімат поселення | Клімат поселення | Клімат поселення | Клімат поселення | Клімат поселення | Клімат поселення |
| Показник                                      | Січ.             | Лют.             | Бер.             | Квіт.            | Трав.            | Черв.            | Лип.             | Серп.            | Вер.             | Жовт.            | Лист.            | Груд.            |                  |
| Середній максимум, °C                         | 10,66            | 11,08            | 13,42            | 16,70            | 21,64            | 25,78            | 26,62            | 26,38            | 22,84            | 19,10            | 14,46            | 11,06            |                  |
| Середня температура, °C                       | 5,98             | 6,48             | 8,82             | 12,04            | 16,98            | 21,12            | 22,92            | 22,68            | 19,14            | 15,38            | 10,78            | 7,36             |                  |
| Середній мінімум, °C                          | 1,38             | 1,80             | 4,16             | 7,40             | 12,34            | 16,48            | 19,20            | 18,94            | 15,42            | 11,68            | 7,08             | 3,64             |                  |
| Норма опадів, мм                              | 81               | 69               | 73               | 72               | 58               | 50               | 35               | 50               | 71               | 94               | 109              | 95               |                  |
| Середньомісячна швидкість вітру, м/с          | 3.26             | 3.58             | 3.68             | 3.28             | 2.90             | 2.66             | 2.74             | 2.54             | 2.86             | 2.92             | 3.70             | 3.72             |                  |
| Середньомісячна сонячна радіація, кДж/м²·день | 5575             | 8246             | 12027            | 16385            | 20252            | 23017            | 24812            | 21835            | 16147            | 10489            | 6054             | 4722             |                  |
| --------------------------------------------- | ---------------- | ---------------- | ---------------- | ---------------- | ---------------- | ---------------- | ---------------- | ---------------- | ---------------- | ---------------- | ---------------- | ---------------- | ---------------- |
| Джерело:                                      |                  |                  |                  |                  |                  |                  |                  |                  |                  |                  |                  |                  |                  |